# ترت-بوتیل‌آمین
ترت-بوتیل‌آمین (به انگلیسی: Tert-Butylamine) با فرمول شیمیایی C4H11N یک ترکیب شیمیایی با شناسه پاب‌کم ۶۳۸۵ است؛ که جرم مولی آن 73.14 g/mol می‌باشد. شکل ظاهری این ترکیب، مایع بی‌رنگ است.